# Александров, Анатолий Александрович (инженер)
Анато́лий Алекса́ндрович Алекса́ндров (7 апреля 1951, Изяслав, Украинская ССР, СССР) — российский учёный, доктор технических наук, с 7 апреля 2010 года по 6 октября 2021 ректор МГТУ им. Н. Э. Баумана, с 7 октября 2021 — президент МГТУ им. Н. Э. Баумана. Член Высшего совета партии «Единая Россия».

## Биография
В 1969 году поступил в Московское высшее техническое училище им. Н. Э. Баумана, которое окончил в 1975 году. После окончания училища несколько лет работал инженером в МГТУ. С 1982 года — инженер-конструктор, затем начальник отдела материально-технического снабжения, заместитель директора по развитию и организации учебного процесса, главный инженер Экспериментально-опытного завода МГТУ им. Н. Э. Баумана. В 1984 году, вскоре после поступления в аспирантуру, был избран на должность секретаря комитета комсомола МГТУ, что помешало заниматься диссертацией. Через пять лет достижения науки в области работы Александрова (стартовое оборудование, ракетная техника) ушли вперёд, и он принял решение отложить научную работу.
В 1991 году — директор Опытного завода МГТУ им. Н. Э. Баумана. Среди разработок на производстве, где работал Анатолий Александрович, было несколько проектов для Ростехнадзора и МЧС России. В 2001 году за создание комплекса диагностики дымовых труб промышленных предприятий удостоен премии Правительства Российской Федерации в области науки и техники.
В 2004 году он защитил кандидатскую диссертацию, а спустя два года — докторскую («Разработка элементов теории, техники и технологии безопасного хранения жидкого углеводородного топлива»). В сентябре 2013 года сообщество «Диссернет» провело оценку докторской диссертации Александрова, в результате которой были предположены масштабные заимствования из ряда научных работ. Проверку докторской диссертации провели ВАК и РАН, по результатам проверки нарушений выявлено не было.
Автор более 80 научных работ в области теории рисков, механики разрушения, промышленной безопасности и эксплуатации опасных производственных объектов, в числе которых два патента и четыре монографии.
С 2010 года — член Совета Фонда «Сколково». Президент Ассоциации технических университетов Входит в Центральный совет Всероссийского общества изобретателей и рационализаторов.
В 2011 удостоен второй премии Правительства РФ в области науки и техники за теоретическое обоснование, разработку и внедрение технологий и оборудования надежных, конкурентоспособных средств диагностики трубопроводных систем. В 2014 году удостоен премии Правительства РФ в области образования.
В 2016 году был доверенным лицом партии «Единая Россия» на выборах в Государственную думу VII созыва.
Входит в состав Общественного совета при Следственном комитете Российской Федерации.
Член бюро Центрального совета Общероссийской общественной организации «Союз машиностроителей России»
Почетный член университета Глиндор (Великобритания).

## Выборы на должность ректора МГТУ
Кандидатура Александрова на должность ректора МГТУ им. Н. Э. Баумана была выдвинута 4 февраля 2010 года общим собранием коллектива НУК «Специальное машиностроение».
В тезисах программы отмечались намерения обеспечить «воспитание у студентов-бауманцев самостоятельности, гражданской ответственности, умения ставить и решать амбициозные научно-технические и инженерные задачи», реализовать «в полной мере право создавать собственные образовательные стандарты, передовые современные образовательные программы — конкурентоспособные, привлекательные как для абитуриентов, так и для работодателей, соответствующие современным тенденциям экономического развития страны», обеспечить «широкое участие ученых университета в решении задачи развития инновационной экономики страны».

ЦЕЛЬ: Повышение качества и конкурентоспособности российского высшего образования за счет разработки и внедрения новых инновационных образовательных технологий, совершенствования направлений многоуровневой подготовки выпускников университета;
- реализация принятой программы развития МГТУ им. Н. Э. Баумана как национального исследовательского университета технологий и техники на основе совершенствования научно-образовательных программ, коренной модернизации учебно-научного оборудования;
- сохранение, дальнейшее развитие и формирование новых научных школ, подтверждение статуса национального исследовательского университета;
- осуществление эффективной научно-исследовательской деятельности по приоритетным направлениям науки, технологий и техники.— Тезисы программы Александрова Анатолия Александровича, кандидата на должность ректора МГТУ им. Н. Э. Баумана

7 апреля 2010 года состоялись выборы ректора. В первом туре голосования большинством голосов победил Анатолий Александрович Александров. Первый приказ, подписанный Александровым в новой должности, касался подписания контрактов с проректорами.

Перевыборы ректора — как смена премьер-министра — сопровождаются автоматическим завершением действия полномочий его кабинета. Поэтому первые распоряжения нового руководства связаны с продлением или расторжением договоров с прежней командой. Часть команды осталась прежней, а часть поменялась. — Из интервью проекту Полит.ру

## Плагиат
Фигурант Диссернета: обнаружен плагиат в диссертации на соискание учёной степени доктора технических наук, а также отметился участием в защите «красочной» (то есть, с обнаруженным плагиатом) диссертации, подготовленной под его руководством. Более того, ректор «Бауманки» Анатолий Александров вошел в рейтинг российских ректоров-плагиаторов на почетном девятом месте —  «80% страниц его диссертации содержат некорректные заимствования из нескольких источников».

## Санкции
6 марта 2022 года после вторжения России на Украину подписал письмо в поддержу российской агрессии. С 9 июня 2022 года находится под персональными санкциями Украины за поддержку войны. Также был внесён ФБК в список коррупционеров и разжигателей войны за поддержку нападения на Украину, 16 марта 2022 года форумом свободной России внесён в санкционный «Список Путина» с предложением введения против него международных санкций.

## Награды
- Орден «За заслуги перед Отечеством» III степени (11 июля 2021 года) — за большие заслуги в научно-педагогической деятельности, подготовке квалифицированных специалистов и многолетнюю добросовестную работу[16][17].
- Орден «За заслуги перед Отечеством» IV степени (4 июля 2016 года) — за заслуги в развитии науки, образования, подготовке квалифицированных специалистов и многолетнюю плодотворную работу[18]
- Орден Почёта (10 апреля 2011 года) — за заслуги в области образования, науки и большой вклад в подготовку высококвалифицированных специалистов[19]
- Медаль «За трудовую доблесть» (полное название — Почётный знак «Трудовая доблесть»)
- Орден «За заслуги перед Отечеством» (9 сентября 2021 года) — «за заслуги в развитии науки, техники и образования»
- Премия правительства РФ в области образования (2014 год)
- Премия Правительства РФ в области науки и техники (2001 и 2011 года)
- Знак «Почетный работник высшего профессионального образования Российской Федерации»
- Ведомственный знак МЧС «За заслуги»